# Johannes Recher
Johannes Recher (* 23. November 1783 in Ziefen; † 29. Dezember 1860 ebenda) war ein Schweizer Politiker.

## Leben
Recher war mehrmals Gemeindepräsident von Ziefen und Mitglied des Basler Grossen Rats und 1831 auch des Kleinen Rats. Im neuen Halbkanton Basel-Landschaft vertrat Recher die sogenannte Ordnungspartei von 1833 bis 1838 und sass im Jahr 1846 im Landrat sowie in den Jahren 1838 und 1850 im Verfassungsrat. Von 1838 bis 1844 war er konservativer Regierungsrat.